# Глен-Мор

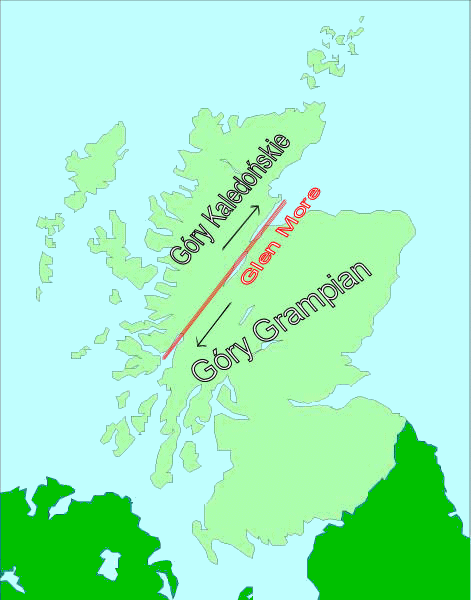
Глен-Мор на мапі

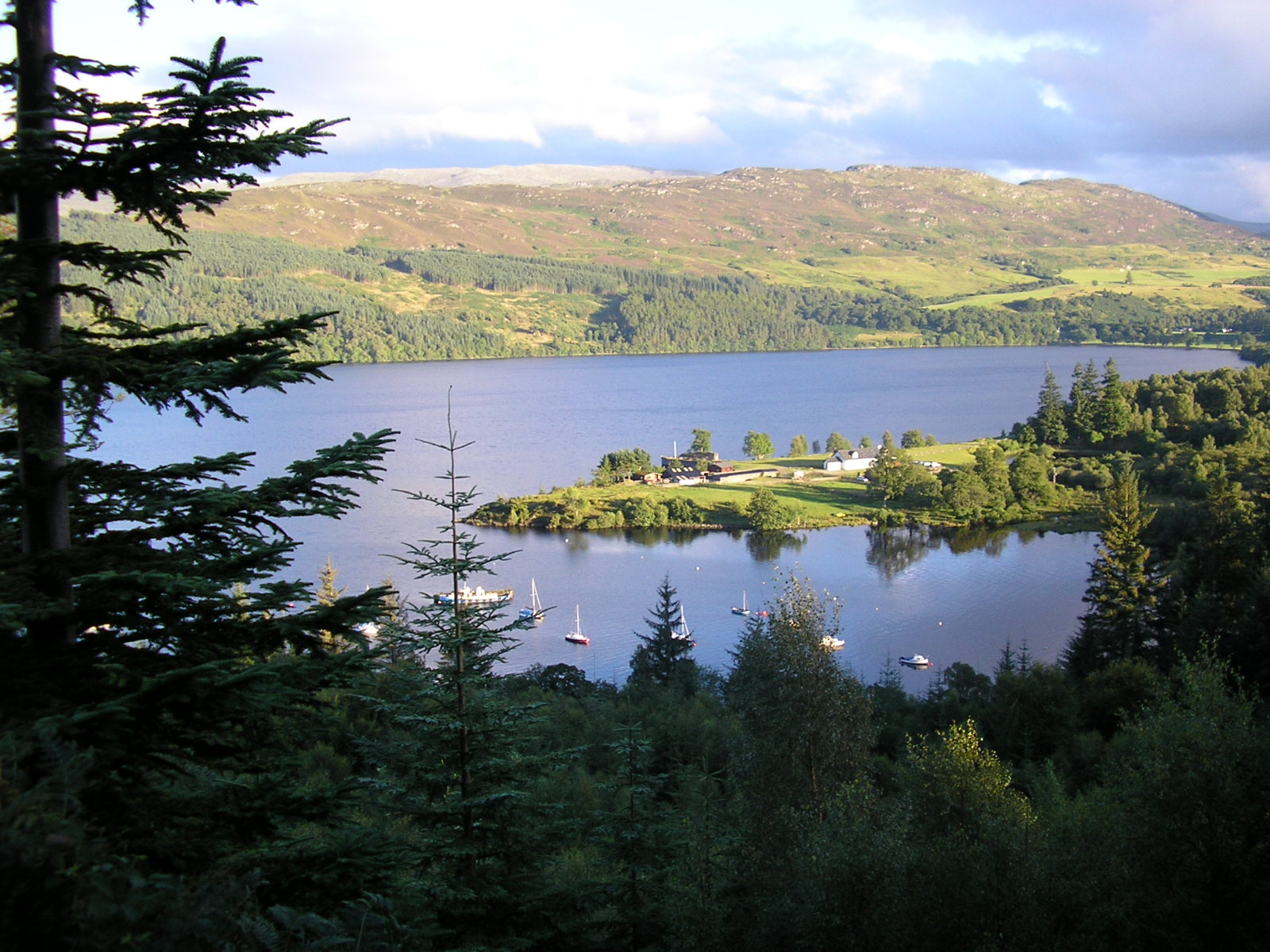
Грейт Глен/Краєвид на Лох-Несс

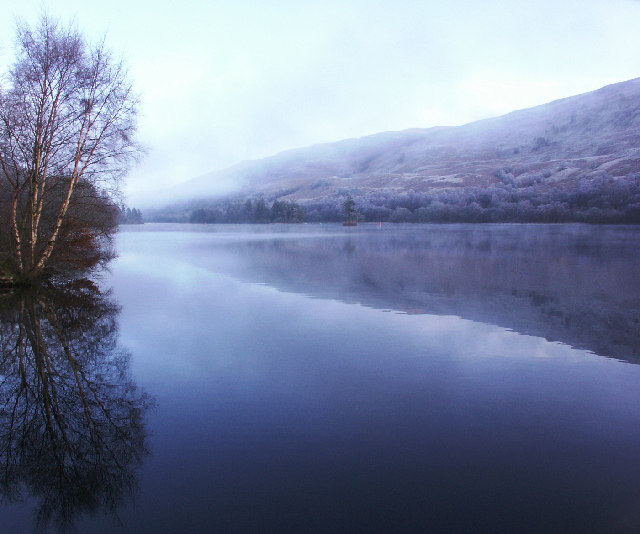
Краєвид Лох-Ойх

Глен-Мор (англ. Glen More, шотл. гел. Gleann Mòr), також Грейт-Глен (англ. Great Glen) — вузька тектонічна долина на півночі острова Велика Британія, що розташована на транскуррентному розломі Грейт-Глен (розлом відбувся 350 млн років тому під час Каледонського орогенезу) що прямує Гайлендсом і розділяє його на Північно-західне Шотландське нагір'я і Грампіанські гори. Долина тягнеться 97 км з північного сходу на південний захід — від затоки Морі-Ферт у міста Інвернесс до затоки Лох-Лінне у Форт-Вільяма. Знаходиться на території найбільшої області Шотландії — Гайленд.
Крайні точки долини з'єднані судноплавним Каледонським каналом, який проходить по озерам льодовикового походження Лох-Несс, Лох-Ойх і Лох-Лохі. Поверховість низовини займають торфовища і вересові пустки У південного закінчення долини знаходиться найвища вершина Великої Британії — гора Бен-Невіс.
Про повстання якобітів 1715 року нагадують кілька фортів (Форт-Огастус, Форт-Джордж). У 2002 році по долині відкрито пішохідний маршрут Great Glen Way.